# يوليوس ألبرت كروج
يوليوس ألبرت كروج (بالإنجليزية: Julius Albert Krug)‏ (و. 1907 – 1970 م) هو سياسي من الولايات المتحدة الأمريكية ولد في ماديسون، ويسكنسن.
وهو عضو في الحزب الديمقراطي الأمريكي .

## معرض صور

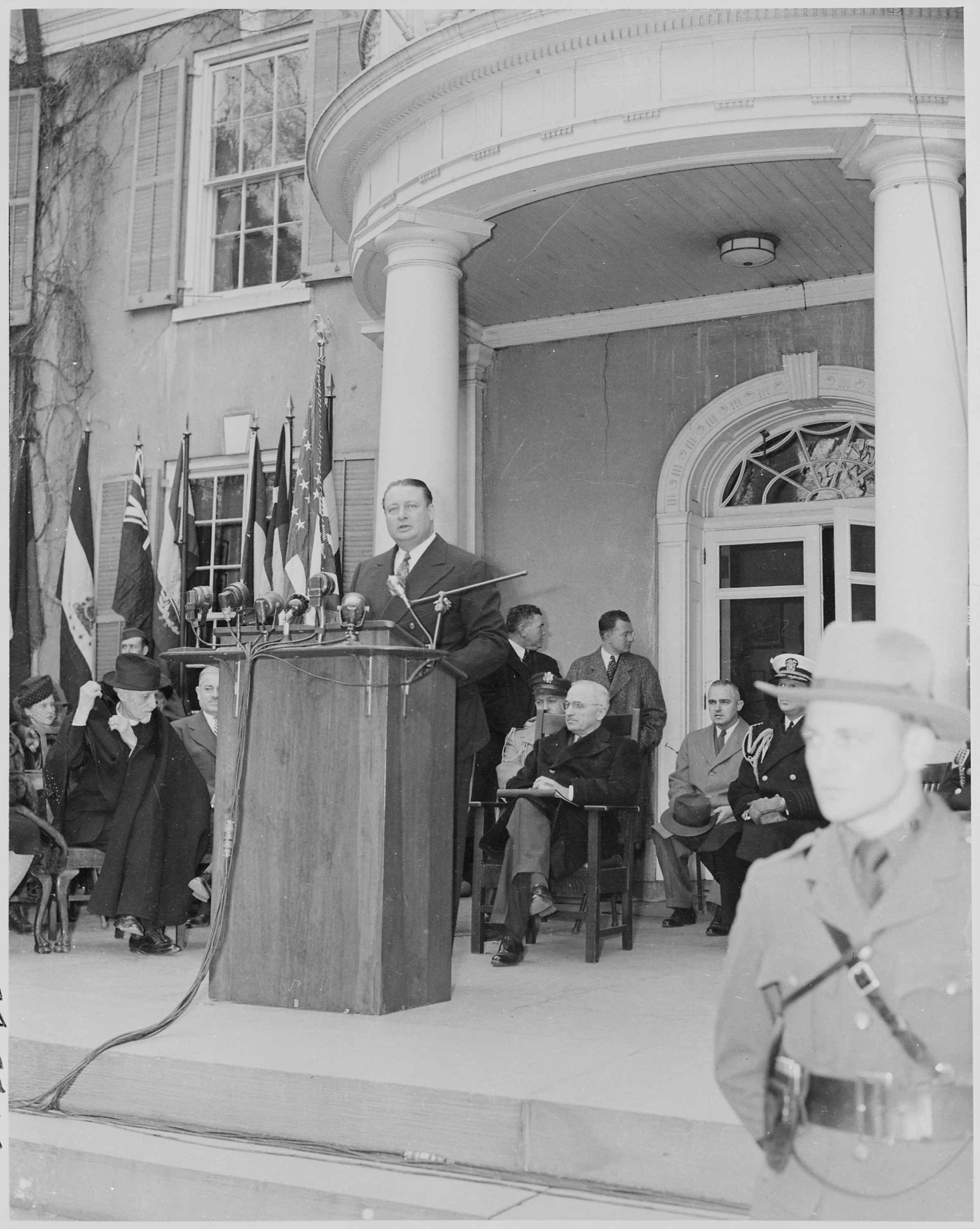
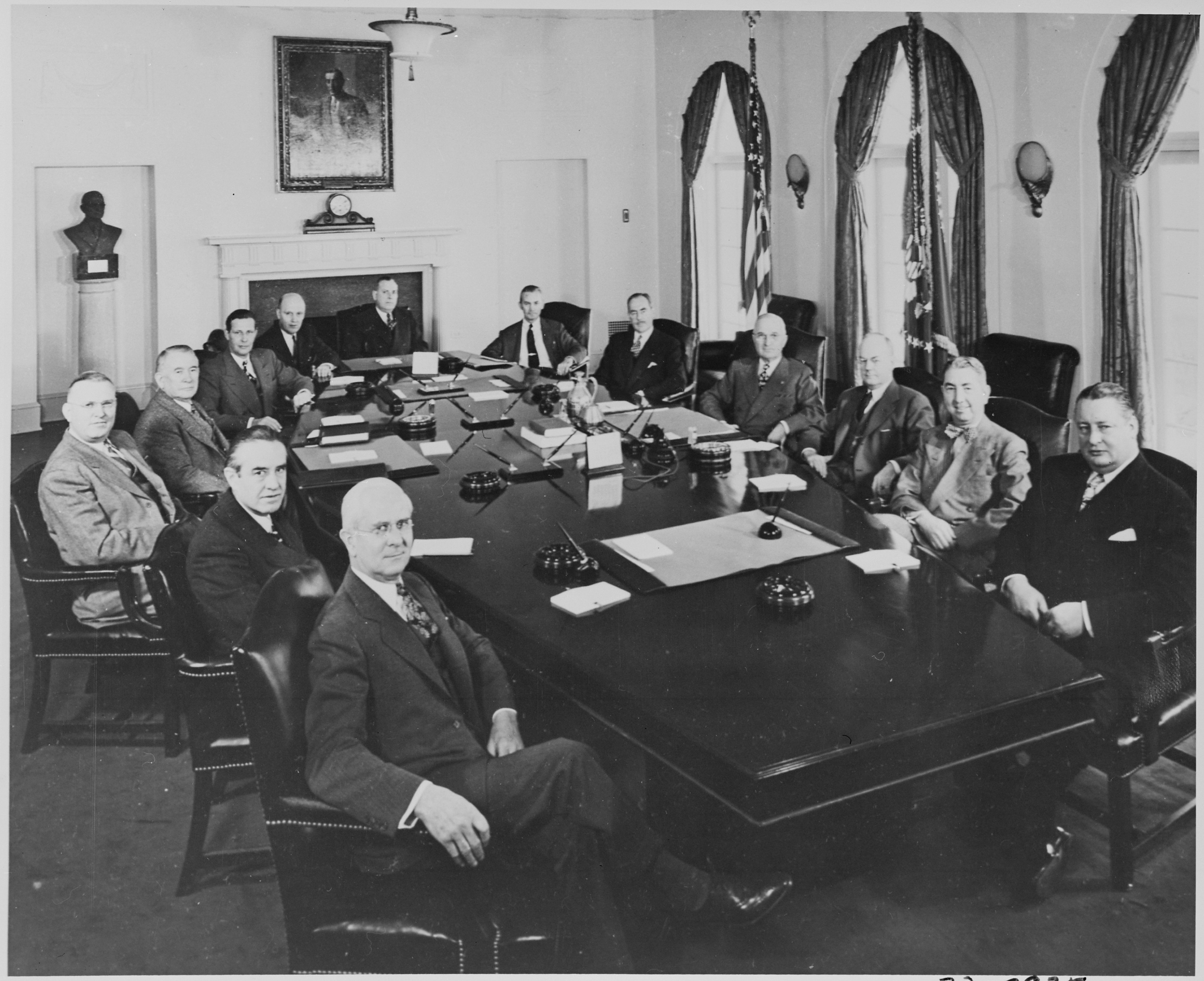
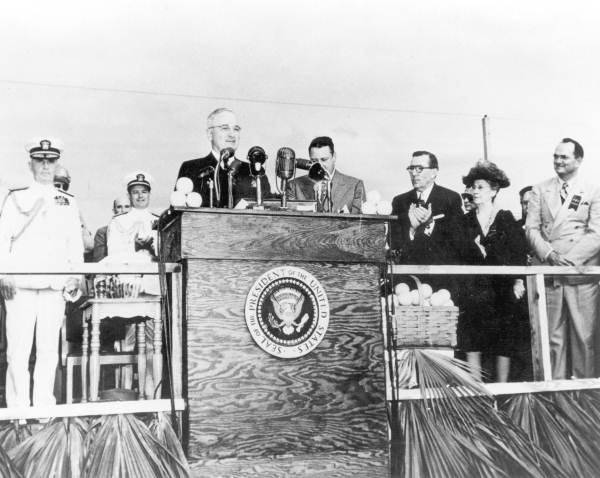

## التعليم
تعلم في جامعة ويسكونسن-ماديسون.

## روابط خارجية
- يوليوس ألبرت كروج على موقع مونزينجر (الألمانية)
- يوليوس ألبرت كروج على موقع إن إن دي بي (الإنجليزية)